# Príncipe Herdeiro de Omã
Em Omã, o Príncipe Herdeiro é o sucessor designado do Sultão de Omã. O príncipe herdeiro assume o poder prestando juramento perante o sultão. Este sistema é imposto pelo Artigo (10) da Lei Básica do Estado do Sultonato. Na ausência do sultão, o príncipe herdeiro assume o poder.
Em 12 de janeiro de 2021, o Sultão de Omã estabeleceu a posição do Príncipe Herdeiro por meio de um Decreto Real que alterou a Lei Básica do Estado. Isso fez de Theyazin bin Haitham, o filho mais velho do sultão, o herdeiro aparente e primeiro príncipe herdeiro do Sultanato de Omã.

## Príncipes herdeiros de Omã (2021–presente)
| Nome                                                    | Vida útil                       | Início do reinado     | Fim do reinado | Notas                      | Família    |
| ------------------------------------------------------- | ------------------------------- | --------------------- | -------------- | -------------------------- | ---------- |
| Theyazin bin Haitham - em árabe: ذي يزن بن هيثم آل سعيد | 21 de agosto de 1990 (idade 34) | 12 de janeiro de 2021 | Titular        | Filho de Haitham bin Tariq | Al disse 3 |